# Rivière-des-Prairies–Pointe-aux-Trembles
Rivière-des-Prairies–Pointe-aux-Trembles is een arrondissement van de stad Montréal, gelegen in het noorden van de stad, in de noordelijke tip van het Île de Montréal.
Het arrondissement groepeert twee voormalige gemeentes: Rivière-des-Prairies en Pointe-aux-Trembles. De eerste refereert in naamgeving aan de aangrenzende Rivière des Prairies, het tweede refereert aan het bestaan op de locatie van een voormalig bos van Trembles of ratelpopulieren, daar aangeplant in de zeventiende eeuw door de Sulpicianen in hun missiepost die zich op dit deel van het eiland bevond.
Een raffinaderij van Petro-Canada bevindt zich in dit arrondissement. Maar ook twee belangrijke natuurgebieden zijn in het arrondissement te vinden, het Parc-nature de la Pointe-aux-Prairies en het kleinere Parc-nature du Ruisseau-De Montigny.